# Taesa
Taesa S.A. (Akronym für Transmissora Aliança de Energia Elétrica S.A.) ist ein brasilianisches Unternehmen, das seinen Sitz in Rio de Janeiro hat. Das Unternehmen betreibt und wartet Stromübertragungsnetze. Das Netz hat eine Länge von 13.576 km Stromleitungen. Daneben werden 97 Umspannwerke betrieben. Das Spannungsniveau beträgt zwischen 230 und 525 kV.  Das Unternehmen ist in 18 brasilianischen Bundesstaaten und im Bundesdistrikt vertreten und unterhält ein Betriebs- und Kontrollzentrum in Brasilia. TAESA hält zurzeit 39 Übertragungskonzessionen.
Es ist an der brasilianischen Börse BOVESPA notiert.

## Geschichte
Die Geschichte der TAESA-Gruppe beginnt im Jahr 2000. In diesem Jahr  veranstaltete die ANEEL eine Auktion, die in drei Lose  unterteilt waren. Diese wurden von „Novatrans Energia S.A.“ (Novatrans) und der Gesellschaft „Transmissora Sudeste Nordeste S.A.“ (TSN) gewonnen. Hinter TSN standen die Energieversorger Enelpower S.p.a. und Inepar Energia S.A. Kurz nach der Auktion erwarb Enelpower S.p.A., ein italienisches Unternehmen der Enel-Gruppe, die Kontrolle über TSN und Novatrans. Im Jahr 2003 wurde die Kontrolle über diese beiden Konzessionäre auf Terna übertragen. 2006 beschloss die brasilianische Tochterfirma von Terna, die Terna Participações S.A. zu gründen, nachdem sie die Kontrolle über TSN und Novatrans auf diese Holdinggesellschaft übertragen hatte.
Am 4. November 2009 verkaufte Terna S.p.A. das Unternehmen Terna Participações an den ColiseuM Equity Investment Fund („FIP Coliseu“) und an CEMIG Geração e Transmissão S.A. („CEMIG GT“). Dieses Unternehmen wurde 2009 in Transmissora Aliança de Energia Elétrica S.A. umbenannt.  Von 2003 bis 2009 erwarb Terna über seine Tochtergesellschaften fünf weitere Konzessionäre.
Zurzeit hält FIP Coliseuo 22 % der Aktien, CEMIG hält 43 %. 35 % der Aktien befinden sich im Streubesitz.